# 愛国生命保険

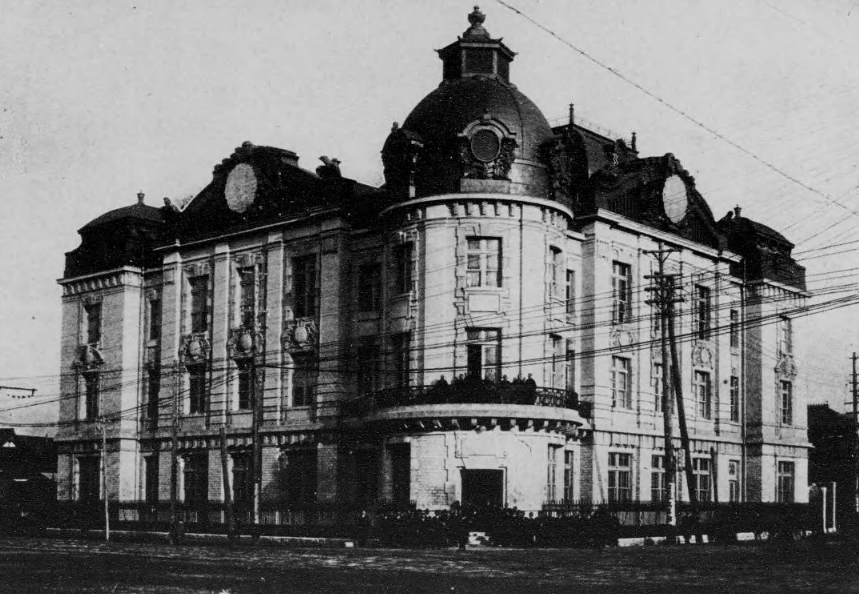
愛国生命保険本社ビル。麹町区有楽町3丁目

愛国生命保険株式会社（あいこくせいめいほけん）は、明治時代に設立された生命保険会社。1897年2月に開業し、1945年3月28日に日本生命保険に吸収された。

## 設立経緯
1885年（明治18年）7月、菓子に対する間接税（菓子税）を課する法律が成立したことにより、失業する菓子商も頻出し、日本全国で100人あまりの自殺者を出すに至った。当時大阪の菓子商だった中野実は、全国の菓子製造業・販売業者29万人をまとめて同盟を結成し、税撤廃を求める嘆願を行なったが、1889年に菓子税が発布された。
これを見かねた鈴木万次郎が熱心に議場で政府攻撃を試み続け、1896年に菓子税の廃止を見るに至った。菓子商団体はこれを記念して、菓子業者の相互扶助を目的とする生命保険会社の設立を決定。社長に鈴木万次郎、専務には中野実が就いた。
鈴木は伝染病に関わる巡査、医師、区吏らに政府の何らの保護もないことを憂い、菓子業者の生命保険とともにこの伝染病保険をも併せ営むこととし、1897年2月に愛国生命保険株式会社として発足した。取締役には肥塚竜、朝山義六（医師）、宮本仲（医師）、発起人には高木兼寛、長谷川泰、北里柴三郎、後藤新平らが名を連ねた。
1924年7月に第百銀行頭取の原邦造（原六郎の娘婿）一派に買収され、旧幹部は一掃されて、原が社長に、曄道文芸が専務に就任した。1932年に東華生命保険を吸収。1945年3月28日には日本生命に吸収された。

## 商標

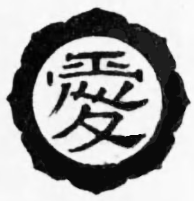
愛国生命保険の商標

愛のシンボルともいえる八咫鏡の中に愛の一字を組み合わせたもの。

## 本社ビル
日比谷公園前にあった愛国生命保険本社ビル（河合浩蔵設計、1912年竣工)は、ルネサンス様式を取り入れた建物で、コンクリートブロックを使用したものとして日本最初期のもの。